# باشگاه ورزشی مجنتا
باشگاه ورزشی مجنتا یک تیم فوتبال از کالدونیای جدید است که در سوپر لیگ کالدونیای جدید بازی می‌کند. این تیم در نومئا مستقر است و ورزشگاه خانگی‌اش نوما-دالی مجنتا است.

## تاریخچه
این باشگاه که در ابتدا انجمن ورزشی نیکل نومئا (Nouméa ASLN) نام داشت، اولین دوره شکوه خود را در اواخر دهه ۱۹۶۰ و ۱۹۷۰ تجربه کرد. برنده جام حذفی کالدونیای جدید برای چهار سال متوالی بین سال‌های ۱۹۶۹ و ۱۹۷۲ شد و به دنبال آن یک برد در سال ۱۹۷۵ بدست آورد. این تیم همچنین در سال‌های ۱۹۶۸، ۱۹۷۴، ۱۹۷۶ و ۱۹۷۷ فینالیست شد.
با نام جدید مجنتا، این باشگاه به تدریج در اوایل دهه ۱۹۹۰ به خط مقدم صحنه فوتبال کالدونیای جدید بازگشت و فینالیست جام در سال ۱۹۹۱ شد، این تیم دوباره در سال ۱۹۹۶ قهرمان شد و به دنبال آن با یک سری از ۶ برد متوالی بین سال‌های ۲۰۰۰ تا ۲۰۰۵ به عنوان موفق‌ترین تیم در رقابت‌ها تبدیل شد.
مجنتا در سال‌های ۲۰۰۳، ۲۰۰۴ و ۲۰۰۵ قهرمان مسابقات قهرمانی شد. این تیم همچنین قهرمان جام حذفی فوتبال خارج از کشور با شکست دادن پیرائه در سال ۲۰۰۳ (۲–۲ در بازی رفت، ۲–۲ در بازی برگشت، سپس ۴–۳ در ضربات پنالتی) شد. مجنتا در فصل ۲۰۰۵ علاوه بر قهرمانی در جام حذفی و قهرمانی در مسابقات کالدونیای جدید، در ژوئن ۲۰۰۵ پس از به پایان رساندن گروه B در صدر جدول، به فینال لیگ قهرمانان اقیانوسیه در ژوئن ۲۰۰۰۵ راه یافت. با این حال، کالدونیایی‌ها در برابر تیم استرالیایی سیدنی (۰–۲) شکست خوردند.
فصل ۲۰۰۶ برای مجنتا بسیار کمتر موفق بود. علاوه بر حذف قبل از فینال لیگ قهرمانان اقیانوسیه، این باشگاه همچنین نتوانست عنوان قهرمانی مسابقات کالدونیای جدید را برای اولین بار در چهار سال گذشته به دست بیاورد، علاوه بر این که برای اولین بار پس از سال ۱۹۹۹ جام حذفی کالدونیای جدید را کسب نکرد.
در فصل ۲۰۰۷، با مربیگری فوتبالیست سابق آندره بوجی، این تیم سه سال متوالی قهرمان مسابقات شد. پس از پیروزی در سال ۲۰۱۰، این تیم در جام حذفی فرانسه ۱۱–۲۰۱۰ بازی کرد و اولین باشگاه کالدونیای جدید شد که دور هفتم مرحله مقدماتی را پشت سر گذاشت، قبل از اینکه در دور هشتم از پاریس (۴–۰) شکست بخورد.
در نوامبر ۲۰۱۴، این باشگاه پس از غلبه بر رقیبش لوسی، برای نهمین بار قهرمان جام حذفی کالدونیای جدید شد. جایگاه خود در دور هفتم جام حذفی فرانسه تضمین کرد.

## افتخارات
- سوپر لیگ کالدونیای جدید: ۱۱ قهرمانی
- جام حذفی کالدونیای جدید: ۱۶ قهرمانی
- جام تی‌اوام: ۲ قهرمانی